# 프테렐라오스
프테렐라오스(Pterelaus)는 그리스 신화에 나오는 황금 머리카락을 지닌 타포스 섬의 왕이다. 바다의 신 포세이돈과 메스토르의 딸 사이에서 태어난 아들이다. 포세이돈은 인간의 몸에서 태어난 아들을 위하여 황금 머리카락을 심어 주었는데, 이것이 머리에 남아 있는 한 죽지 않을 뿐 아니라 그의 왕국도 멸망할 염려가 없었다. 외할아버지 메스토르는 페르세우스와 안드로메다의 아들이며, 페르세우스를 이어 미케네 왕이 된 엘렉트리온의 형제이다. 프테렐라오스는 6명의 아들을 두었는데, 이들을 엘렉트리온에게 보내 페르세우스의 손녀인 어머니 몫으로 미케네 영토를 나누어 달라고 요구하였다. 엘렉트리온이 이를 거절하자 프테렐라오스의 아들들은 그의 소떼를 빼앗으려 하였고, 이 과정에서 싸움이 벌어져 6형제 가운데 다섯이 죽었으며 엘렉트리온이 아낙소와의 사이에서 낳은 아들 6형제는 모두 죽었다.